# Hvala (album, MPP)
Hvala je drugi studijski album študentskega pevskega zbora Mladost Pesem Prijateljstvo, ki je izšel maja 2017, ob 25-letnici zbora pri Založbi Brat Frančišek. Poleg zgoščenke je izšel še spominski zbornik. 
Istoimenski koncert zbora, ki je bil hkrati tako retrospektiva celotnega delovanja zbora, kot tudi predstavitev zgoščenke ob 25-letnici, je potekal 7. junija 2017 v frančiškanski cerkvi Marijinega oznanjenja v Ljubljani.

## Seznam skladb
| Št.             | Naslov                          | Pisec                                               | Dolžina |
| --------------- | ------------------------------- | --------------------------------------------------- | ------- |
| 1.              | „Velike reči‟ (Ps 126)          | Boštjan Berkopec, Tanja Berkopec, br. Andrej Pollak | 2:23    |
| 2.              | „Dnevi Elija‟                   | Robin Mark, Anja Jelen                              | 3:52    |
| 3.              | „Blagor čistim v srcu‟          | Teja Sulejmanovič                                   | 4:00    |
| 4.              | „Marijina‟                      | Teja Sulejmanovič                                   | 2:57    |
| 5.              | „Veselje nad svetiščem‟ (Ps 84) | Martina Ješovnik                                    | 2:50    |
| 6.              | „Ogenj, ki žge‟                 | Tim Hughes, Tomaž Kete                              | 4:29    |
| 7.              | „Oče naš, Bog vesolja‟          | Matt Maher, Dragica Šteh                            | 4:06    |
| 8.              | „Preišči me‟ (Ps 139)           | Luka Mavrič, Tanja Repič                            | 3:09    |
| 9.              | „Božje kraljestvo‟              | Martina Ješovnik                                    | 5:10    |
| 10.             | „Pesem za lahko noč‟            | Nina Novak                                          | 2:01    |
| Skupna dolžina: | Skupna dolžina:                 | Skupna dolžina:                                     | 34:07   |

## Osebje

### MPP
- Martina Ješovnik – zborovodja
- Jan Dominik Bogataj OFM – duhovni vodja

#### Spremljevalna zasedba
- Jakob Gajšek – klavir
- Jerneja Rovtar – cajón
- Teja Sulejmanovič – kitara
- Peter Samotorčan – čelo
- Matej Lozar – bas kitara

### Produkcija
- Producent: Jan Dominik Bogataj OFM
- Tonski mojster (instrumenti): Nejc Kurbus
- Tonska mojstra (zbor): Gal Butenko Černe, Marko Flamaceta
- Mastering, post-produkcija: Nejc Kurbus
- Oblikovanje ovitka: Valentina Arčan
- Za založbo: Miran Špelič OFM